# Nico Stevenson
Nico Stevenson – belgijski wrestler występujący pod pseudonimem Cybernic Machine.

## Kariera
Karierę zawodowego zapaśnika rozpoczął w 2000 roku. W kolejnych latach występował w europejskich federacjach wrestlingu takich jak: International Wrestling Stars Federation (późniejsze Wrestling Stars) oraz belgijskiej EuroStars. W 2005 i 2008 brał udział w turniejach o tytuły (kolejno) European Wrestling Federation Havyweight Championship oraz Eventos de Wrestling Europeo Heavyweight Championship jednak bez sukcesów. W 2010 był zawodnikiem polskiej federacji Total Blast Wrestling (TBW), w której stoczył trzy walki, i w której na początku czerwca 2010 sięgnął po tytuł EuroStars European Heavyweight Championship pokonując Bernarda Vandamme podczas gali w Zawierciu. Tytuł ten utrzymywał przez 1329 dni, tracąc go w ponownie na rzecz Bernarda Vandamme w połowie marca 2014. Ponownie po tytuł EuroStars European Heavyweight Championship sięgnął pod koniec grudnia 2018 pokonując Emila Sitoci. Jako Cybernic Machine, Stevenson występuje w czarnym trykocie oraz czarnej skórzanej masce – jednym z jego rekwizytów jest średniowieczny miecz.

### Tytuły i osiągnięcia
- EuroStars European Heavyweight Championship (2 razy[6])